# 54-71
54-71（ごじゅうよんのななじゅういち／ごーよん・なないち）は、日本のオルタナティブ・ロックバンド。1995年結成。2009年活動休止。

## 概要
特に活動初期は極めて楽器の音数が少なく、無機質なサウンド上に不可解かつ感情的なラップで構成される。ヒップホップ・ロック・オルタナ・ジャズなど様々なジャンルの音楽を好み、それらをあわせ持った独特の雰囲気を持っている。本人たち曰く、「ジャンルはスカ・コア（スカスカなハードコア）」と言う。歌詞のほとんどが英詞である。これは本人たちが英語圏の音楽を好むからであり、特に意図的にやっているわけではない。
2009年1月以降ライブ活動をしておらず、後述のIDEA OF A MASTERPIECEリリース以降、メンバーの多忙により実質活動休止している。
2021年現在、大半のメンバーは本業(後述)に専念しており、表立った音楽活動を継続しているのはBoboのみとなっている。

## メンバー
- Bingo （本名：佐藤慎吾）
  - ボーカル担当。
  - 2005〜06年頃の3人編成時には、キーボードを担当。
  - ライブ中に見せる奇妙な踊りのような動きは、小さいころ半ば強制的に教えられた活元運動が元となっている。
  - 結成初期メンバーであるが、活動初期に二度の脱退・再加入を経ている。
  - 2012年に『VICE Japan』を設立。2020年まで代表を務めた。退任後、川口と共にデジタルメディア「Organization LLC」を設立。
  - 2014年には野外フェス『StarFes.’14』を主催。海外からPUBLIC ENEMYやNAS、Erykah Badu、国内勢はBOREDOMS、ZAZEN BOYSなど通好みのラインアップを招集した。
- Leader （本名：川口賢太郎）
  - ベース担当。(初期はドラム)
  - 一般的にドラムが設置される位置で演奏し、ドラムはステージの下手で演奏するが、これは川口曰くメンバーのboboが立ち位置の交代を望んだためである。本人も元々ドラムだったため違和感はないとのこと。また、観客に背を向けるよう演奏することも多かった。
  - ウェブメディア誌『VICE Japan』編集長や『Libertin DUNE』の副編集長など多方面で活動し、2020年には佐藤と共にデジタルメディア「Organization LLC」を設立。
- Bobo （本名：堀川裕之）
  - ドラム担当。
  - 1997年加入。
  - ボクサーパンツほどの短さの短パンと長髪がトレードマーク。
  - バスドラム・スネアドラム・ハイハット(俗にいう三点セット)＋タンバリンのみという非常にシンプルなセットが特徴である。(一部楽曲ではカウベルやウッドブロック、初期はクラッシュも使用していた)
  - くるり、MIYAVI、フジファブリック、TK（凛として時雨）などのサポートドラマーとしても活動。
  - 2012年12月に放送された『FNS歌謡祭』にMIYAVIのサポートとして出演した際に、その風貌がお笑いコンビ笑い飯の西田幸治に似ているとTwitterなどで話題となる。これを受けMIYAVIの楽曲『Ahead Of The Light』のミュージック・ビデオでは、BOBOと西田が途中で入れ替わるというヴァージョンが制作され、共演が実現した。
- Sniper （本名：高田拓哉）
  - ギター担当、別名デューク高田。
  - 2007年加入。
  - 現在はVICE Japanにてオペレーション・マネージャーを担当している。

### 元メンバー
- Scum Grinder （本名：高田憲明）
  - ギター担当。
  - 2004年脱退。
  - ライブ時にはウェットスーツを着用するなど特異なファッションで演奏することが多かった。
  - 2021年現在は高知県在住[1]。

- 石橋
  - ベース担当。
  - 結成時のメンバー・1996年1月頃脱退
- 岩端
  - ベース担当。
  - 1996年1月頃、石橋と替わる形で加入。
  - ファーストアルバムで演奏している。
  - 1997年10月頃脱退。

## 来歴
1995年に慶應義塾大学湘南藤沢キャンパスに在学していた川口賢太郎・佐藤慎吾・石橋の3人で結成、後に高田憲明が加入したが、1996年初頭に石橋が脱退。その後ベーシストに岩端が加入。
1997年にファーストアルバム『54-71』をリリースするが同時に佐藤と岩端が脱退したため、川口がドラムからベースに転向し堀川が加入。
1998年に佐藤が再加入し、free cdをレコーディングするが翌年の4月に再脱退。3ヶ月後に佐藤が再々加入するまで高田がボーカルを兼任する形で3ピースとしてライブ活動を行った。
ライヴ活動を通じて人気が高まった後、2000年に2枚目となる新録アルバム『54-71』と3枚目のアルバム『Untitled』を立て続けにリリースした。当時ナンバーガール（現ZAZEN BOYS）の向井秀徳に「今もっとも対バンしたいアーティスト」と評された。
2002年にBMGファンハウスからメジャーデビューアルバムとなる『enClorox』がリリース。
2004年にベストアルバム『ALL SONGS COMPOSED&PERFORMED BY 54-71』をリリース後、ギターの高田憲明が脱退。しばらく佐藤をキーボードとして3人編成のインストバンドとして活動する。
2007年に高田拓哉がギタリストとして加入。シカゴにてスティーヴ・アルビニのもとで新作『I'm not fine,thank you.And you?』をレコーディング。自身を中心とするレーベル「contrarede」を設立し、2008年にリリースした。
2009年頃より、メンバーの多忙により実質活動休止。

## ディスコグラフィー

### アルバム
1. 54-71（1997年10月、UNCD-0001)
  - come together／them all／G.R.E／tragedy／great mongolian says／lament／rejoice／life／ocanamlana／autumn weed (全10曲)
2. 54-71（2000年2月24日、LVC-9）
  - ceiling／lights／life／void／snow／hero you kill／gasoline ／clap (全8曲)
3. "untitled"（2000年11月30日、LVC-13）
  - 2002年7月24日、ラストラムレコード（LACD-0039）より再発。
  - professor／homo／coffee rider／luminous aluminum／pygmucho／B.B.C.／hot pants／marvin／reveal (全9曲)
4. reprise（2001年6月30日、LACD-0037）
  - illmatic vigor／beyo～nd／mur mur／handa's paw／hardgaye season／69 my pheromone up／sensual bean (全7曲)
5. enClorox（2002年7月24日、BVCS-24006）
  - music box (reprise)／humpty empty mellow blues／swamp disco／doors／don black cock／riceball blues／what color／fire fever／life／lonesome moldboy／music box (全11曲)
6. true men of non-doing（2003年7月23日、BVCS-24008）
  - emolition man／napolitan／idiot／marlama／sunday morning／tea for two／true man non-doing／galaxy／november／i'm in love (全10曲)
7. I'm not fine,thank you.And you?（2008年9月19日、CTRD-003）
  - 紙ジャケ・プラケース生産。
  -  通常CD 
  - ugly pray／idiot (awakening of the Noex)／cosmetic overkiller／cracked／ceiling (detuned)／that's the way／bloomin' idigott／life is octopus (全8曲)
  -  特典DVD 
  - that's the way (live)／bloomin' idigott (live)／ugly pray(PV)

### レコード
1. 54-71 (2000年7月20日、LVC-10)
  - リマスタリングされた、限定生産12inchレコード。前述の「54-71」の8曲に加え、後述の「54-71 free cd」から2曲を追加。
  - ceiling／lights／life／void／snow／hero you kill／gasoline／clap／in the corner／rice ball blues (全10曲)

### シングル
54-71 free cd（1999年7月、UNCD-0003）
- 500枚限定でフリー配布された。
- in the corner／reveal／rice ball blues／gnossiennes (全4曲)

54-71 EP（2005年、SOU5471-005）
- Scum脱退後、3人編成によるインストゥルメンタル作品。
- ＃7／wrong／plick／dncwthm (全4曲)

We Don't America （2005年8月5日、catune-20）
- 9dwとのスプリット盤。
- you know how much i love you, don't you? can't stop falling love with youで参加。

### その他アルバム
- ALL SONGS COMPOSED&PERFORMED BY 54-71（2004年6月6日、SOU5471-003）
  - 全曲完全再録されたベストアルバム。
  - beyo～nd／ceiling／don black cock／doors／galaxy／hot pants／humpty empty mellow blues／idiot／in the corner／life／luminous aluminum／lonesome moldboy／professor／pygmucho／69 my pheromone up／snow／what color (全17曲)
- KOOL KEITH ＆ 54-71『IDEA OF A MASTER PIECE KOOL KEITH』（2009年6月17日、CTRD-020） 
  - KOOL KEITHとのコラボレーションアルバム、boboは多忙のため不参加。
  - HOW LONG CAN U FRONT／EXTRA CHEESE／EXTREME WORKOUT／MAJOR SUPPROT／NUMBER 1 DRAFT PICK／YOU WON’T SURFACE／POSITION／OPEN SESAME／THE KING IS HERE／CUT EM OUT THE PICTURE (全10曲)

### オムニバス
- unchained compilation（1998年11月）日米混合オムニバス - 「temptation」「the 6th」で参加
- LEE V CLEEF SAMPLER Vol.1(ANALOG)（1999年） - 「in the fifth corner」で参加
- SPEAK JAPANESE OR xxx（2000年11月27日） - 「pussy whipped」で参加
- NO-INDIES NO-MAJOR（2001年3月10日） - 「gnossiennes」で参加
- けものがれ、俺らの猿と オリジナルサウンドトラック（2001年5月30日） - 「B.B.C.」で参加
- N（2001年11月20日）HMV限定 - 「iron joyful」で参加
- compilation "class - plan B" （2005年9月7日） - 「ceiling」で参加
- C.A.P.S.2 - 2nd EDITION / A felicity SAMPLE （2006年5月24日）- 「ceiling」で参加
- 極東最前線2（2008年7月23日）※eastern youth主催のコンピレーション - 「wrong again」で参加

### プロモーションビデオ
- pygmucho
- beyo~nd
- 69 my pheromone up
- swamp disco
- what color
- i'm in love (recording ver.)
- i'm in love (shadow ver.)
- ugly pray
- cosmetic overkiller
- bloomin' idigott

### その他
- hàl『ブルー』（2001年3月23日）
  - アルバム、「6階の少女」で参加、向井秀徳（ナンバーガール）とLeader・BOBO・Scumによる共作（BingoはPV出演で参加）。
- ISOLATED AUDIO PLAYERS 2（2002年7月24日）
  - リミックスアルバム、COD HEADによる「illmatic vigor」のリミックスを収録。メンバーは不参加。
- herb 『refugees won't speak』（2002年10月25日）
  - アルバム、ゲストミュージシャンとしてBOBOがドラムで参加。
- official bootleg vol2 1-5（2002年11月）
  - bloodthirsty butchersと54-71による共作、「Hi?」１曲のみを収録したカセットテープ。
  - 2014年11月14日発売のアルバム『血に飢えたnon-album songs <Universal Recordings>』にて音源化されている。
- DJ BAKU『TRUE 4TH, TRUE VANDALISM』（2003年）
  - ミックステープ、リミックスされた「gnossiennes」「professor」を収録。メンバーは不参加。
- 畠山美由紀 『WILD AND GENTLE』（2003年8月6日）
  - アルバム、Bingoが参加、畠山と「海が欲しいのに」の歌詞を共作。
- Port of notes 『Evening Glow』（2004年10月29日）
  - 畠山美由紀とDSKのユニットによるアルバム、BOBOがドラムで参加。
- Fayray 『COVERS』（2005年6月8日）
  - カバーアルバム、「Tiny Dancer」に演奏で参加。
- KURUUCREW『grind mirrorball』（2010年10月6日）
  - アルバム、Bingoがボーカルで「jah jhaka」に参加。